# カール・ブラント

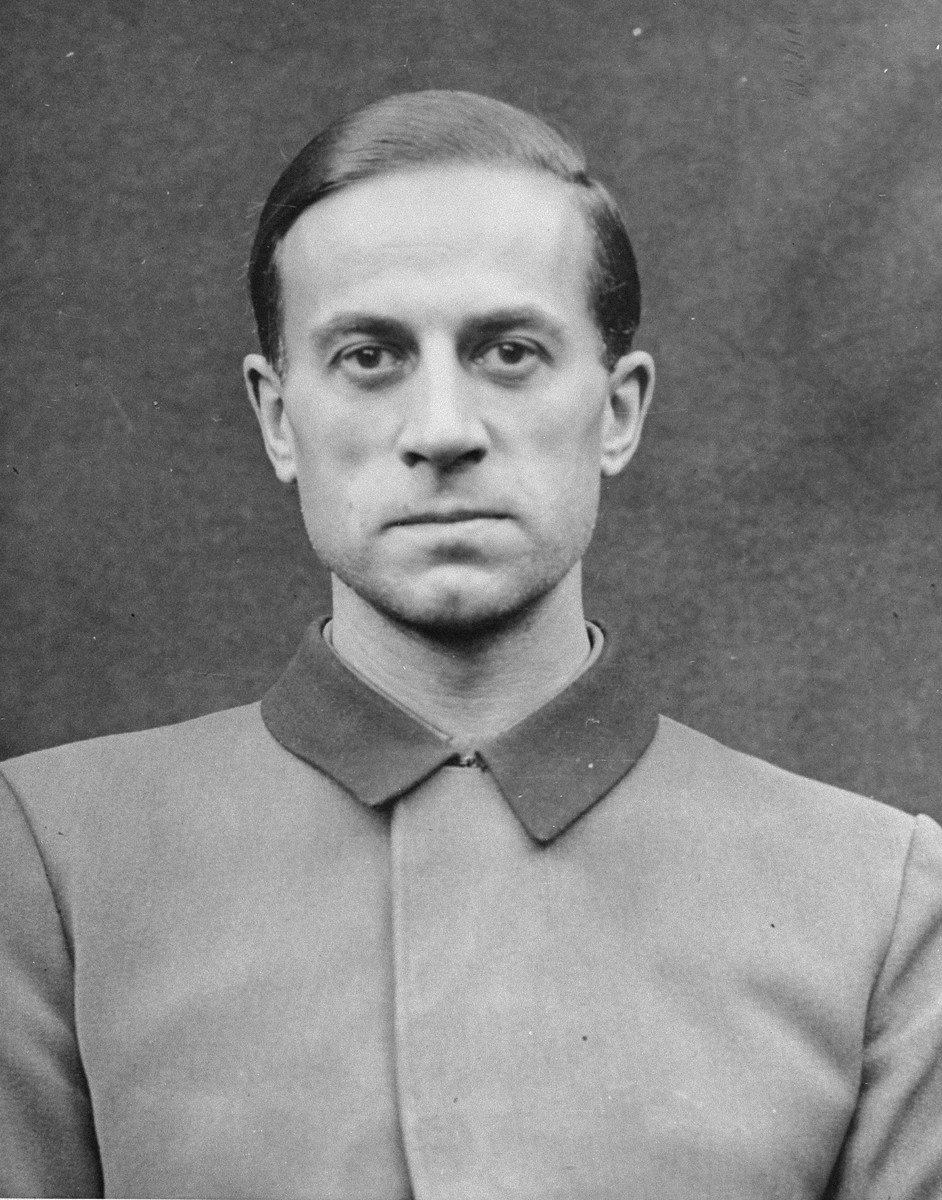
逮捕時のブラント

カール・フランツ・フリードリヒ・ブラント（独: Karl Franz Friedrich Brandt、1904年1月8日 - 1948年6月2日）は、ドイツの医師、親衛隊員。アドルフ・ヒトラーの侍医。親衛隊における最終階級は親衛隊中将及び武装親衛隊中将。医学博士（Dr.med）。
1939年から精神障害者・身体障害者などの安楽死計画「T4作戦」の責任者となり、多数の人間を殺害した。

## 生涯

### 前半生
ドイツ帝国直轄州エルザス＝ロートリンゲンに属していたエルザス地方のミュールハウゼン（現在のフランス・ミュルーズ）で生まれる。1922年から1923年までドレスデン大学に、1924年から1928年までイェーナ大学、フライブルク大学、ミュンヘン大学、ベルリン大学などに在学してフェルディナント・ザウアーブルッフやゲオルク・マグヌスの下で医学を学び、ベルリン大学在学中の1928年に州医師試験に合格した。1929年10月19日にフライブルク大学から医学博士号（Dr.med）を贈られる。1930年に医師免許を取得、ボーフムの救急病院で医師として勤務した。

### ナチ党入党
1932年3月1日に国民社会主義ドイツ労働者党（ナチ党）に入党し（党員番号1,009,617）、同時に国家社会主義ドイツ医師同盟の会員となる。また同年、食事の席でヒトラーと知り合ったという。1933年1月より、全国防空団のボーフム地区指導者となり、2月には突撃隊に入隊。8月15日にヒトラーの副官ヴィルヘルム・ブリュックナーが自動車事故を起こして大けがをした際に彼の手術と看病に当たった。そのことが総統アドルフ・ヒトラーの耳に入り、ヒトラーは彼を侍医にしようと決意した。11月にはボーフムからベルリンに再建された大学病院外科病棟に移る。

### 総統付医師
1934年3月1日に親衛隊に移籍が命じられるとともに、総統付医師に任命され、ヒトラーのそば近くに仕えるようになった。3月17日に水泳選手のアンニ・レーボルンと結婚。ヒトラーとヘルマン・ゲーリングが結婚式の立会人となり、披露宴はベルリンのゲーリング邸で行われた。7月29日に正式に親衛隊に入隊（隊員番号260,353）し、親衛隊上級地区「東」所属となる。1936年から1940年にかけて親衛隊本部に勤務する。

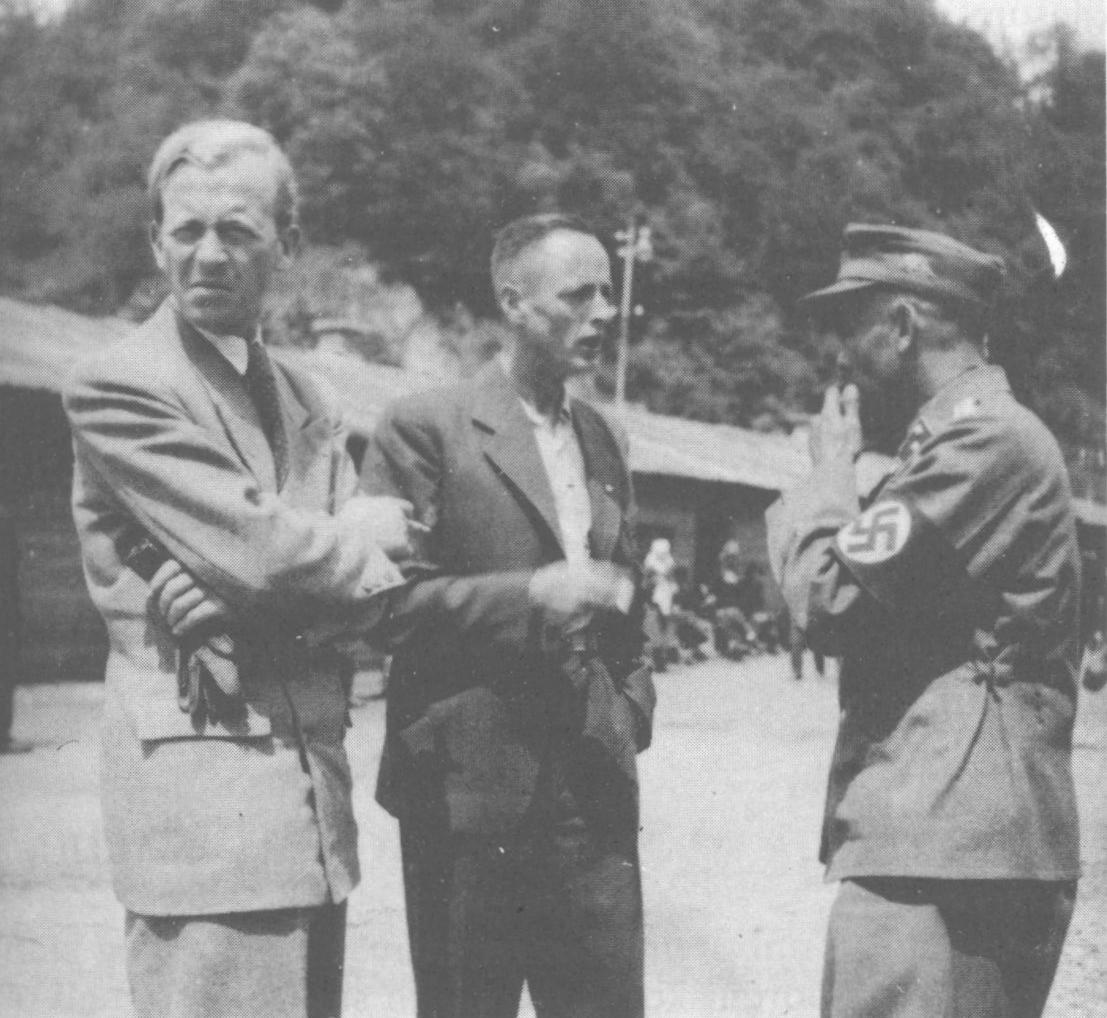
スロベニアでの強制収容所でナチス高官と(1942年)

1939年10月頃、フィリップ・ボウラーとともに「生きるに値しない生命」の抹殺計画であるT4作戦の監督に任ぜられた。1940年5月5日にヒトラーより教授の称号を与えられ、5月9日にフリードリヒ・ヴィルヘルム大学の員外教授となる。5月15日より武装親衛隊のLSSAHに所属する。
1942年6月1日より国家研究顧問会の一員となり、7月28日にブラントはヒトラーから衛生及び保健全権委任者に任命され、衛生及び医療制度の軍事部門と民事部門の間での医師、病院、薬剤の需要の調整を行う特別任務を与えられた。8月1日より親衛隊作戦本部に所属する。
1943年9月5日、公衆衛生及び保健全権委員に任命され医学研究においての特別権限を与えられ、強制収容所での人体実験を発案する。また1943年からは戦傷者・空襲負傷者の治療の余裕を作るため、「治療しても仕方がない精神病患者」を安楽死させる計画が実行された。この計画はブラントの名をとってブラント作戦と名付けられている。1943年9月5日からは全医療器具製造·物流部長、1944年3月1日には毒ガス防護及び呼吸マスク特別委員会の委員長職を歴任する。
1944年8月25日には公衆衛生及び保健国家委員となり全ドイツの医師の頂点となる。

### 失脚
しかし1944年10月5日、ハンスカール・フォン・ハッセルバッハとともに、ヒトラーの主治医テオドール・モレルが彼に処方していた薬の投与に反対する報告書をヒトラーに提出したことで信任を失い、マルティン・ボルマンから総統付医師職の解任を告げられた。1945年4月、赤軍がベルリンに迫る中、家族を疎開させたりしたこともあり、ヒトラー自身もブラントに怒りを募らせていた。4月16日に逮捕され、ヒトラーは軍法会議での処刑を要求した。しかしベーテル財団の助命嘆願とハインリヒ・ヒムラーの介入によりブラントは処刑を免れ、カール・デーニッツらと共にフレンスブルクへ避難する（Rattenlinie Nord）。

### 逮捕・処刑

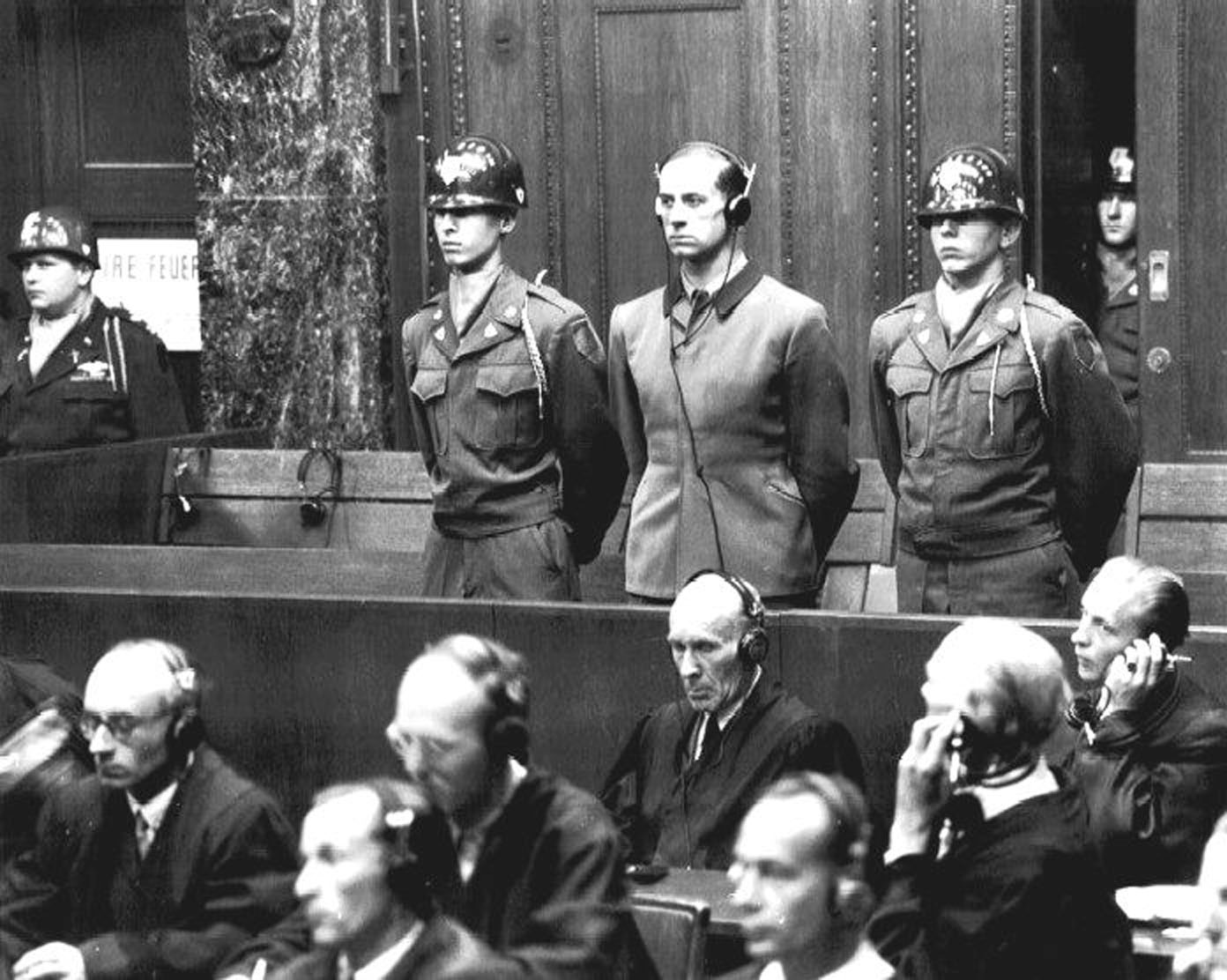
医師裁判で判決を受けるブラント

戦後、フレンスブルク政府の解体と共にイギリス軍に逮捕され、アメリカ軍によるニュルンベルク継続裁判の医者裁判にかけられた。ここで、彼は冷凍実験等について尋問されるが、意志を曲げず「ヒトラーの命令通りに執行した」と自己弁護した。最終的に侵略戦争などの計画、実行と戦争犯罪と非人道的犯罪の罪により有罪となり、1947年8月20日に死刑を言い渡された。妻の依頼を受けての教会関係者やエルンスト・フォン・ヴァイツゼッカーらからの助命嘆願は却下された。ブラントは医学の研究の為に献体の旨を申し込んだが、却下された。翌1948年6月2日、ランツベルク刑務所で他の6人（フィクトール・ブラック、ヴァルデマール・ホーフェン、ヴォルフラム・ジーヴァス、ルドルフ・ブラント、カール・ゲープハルトとヨアヒム・ムルゴウスキー）と共に絞首刑に処された。
刑に処される前に以下の言葉を遺している。冒頭の「人体実験の最先端にある国家」とは、アメリカを指していると推測される。
| 「 | どうしてあらゆる観点からみて人体実験の最先端にある国家が、なぜその国家が只々その実験を真似てみた他の国家を疑い裁こうとする神経を持てるのか。安楽死でさえも!ドイツとその長引いてしまった惨状を見てみろ。それは、もちろん、この国家が広島と長崎の件で罪深いという事でさえ、自国の無比の道徳に呑み込まれてしまうほど小さなことだから驚く事は無い。（ドイツは）法律を決して歪めたのではない、正義なんて元々無かったんだ!これっぽちの正義も。やはり権力がすべてを独裁してしまう。そして、この権力は被害を蒙ることを願っている。私たちはなんて被害に遭うことになるんだろうか。私もなんて被害者だ。 土壇場の上に立つことは何も恥ずかしいことではない。これは、政治的復讐以外の何物でもないのだから。私は他の市民みたいに祖国の為に戦ってきたのだから… | 」 |

しかし、最後は頭巾を被せられて声が遮られ、記録班に聞き取れなかったという。
アンニ夫人はブラントの死後は沈黙し、1986年に死去するまで動向は途絶えていた。息子のカール・アドルフ（1935年生まれ）は外科医になった。

## キャリア

### 階級
出典
- 1933年、突撃隊上級曹長
- 1934年7月29日、親衛隊志願兵
- 1934年8月1日、親衛隊二等兵
- 1934年8月1日、親衛隊曹長
- 1934年8月14日、親衛隊少尉
- 1934年8月14日、親衛隊中尉
- 1935年7月、伍長
- 1936年9月13日、親衛隊大尉
- 1936年11月、陸軍軍医候補生
- 1937年11月9日、親衛隊少佐
- 1939年8月5日、 親衛隊中佐
- 1940年5月15日、武装親衛隊中佐
- 1940年5月27日、武装親衛隊軍医中佐
- 1942年8月1日、武装親衛隊大佐
- 1942年9月3日、予備役軍医大佐
- 1943年1月30日、親衛隊少将及び武装親衛隊少将
- 1943年3月1日、予備役陸軍軍医少将
- 1944年4月20日、親衛隊中将及び武装親衛隊中将

### 受章
出典
- 黄金ナチ党員バッジ（1943年1月30日）
- 勤続章（ドイツ語版）
  - ナチ党勤続章
    - 銅章
- SAスポーツバッジ（ドイツ語版）
  - 銅章（1937年12月1日）
- 親衛隊全国指導者名誉長剣（1938年3月1日）
- 親衛隊名誉リング（1936年5月11日）
- 親衛隊私服ピン（ドイツ語版）（64,820番）
- 親衛隊冬至祭燭台（ドイツ語版）
- アルテケンプファー章（ドイツ語版）